# San Lucas Quiaviní
San Lucas Quiaviní es una localidad del estado mexicano de Oaxaca. Es cabecera del municipio de San Lucas Quiaviní.

## Demografía
| Censo | Población |
| ----- | --------- |
| 1900  | 992       |
| 1910  | 1005      |
| 1921  | 835       |
| 1930  | 830       |
| 1940  | 974       |
| 1950  | 1064      |
| 1960  | 1208      |
| 1970  | 1188      |
| 1980  | 2127      |
| 1990  | 2156      |
| 1995  | 2088      |
| 2000  | 1941      |
| 2005  | 1769      |
| 2010  | 1745      |
| 2020  | 1714      |